# Pulaski (Tennessee)
Pulaski is een plaats (city) in de Amerikaanse staat Tennessee, en valt bestuurlijk gezien onder Giles County.

## Demografie
Bij de volkstelling in 2000 werd het aantal inwoners vastgesteld op 7871.
In 2006 is het aantal inwoners door het United States Census Bureau geschat op 7875, een stijging van 4 (0,1%).

## Geografie
Volgens het United States Census Bureau beslaat de plaats een oppervlakte van
17,0 km², geheel bestaande uit land. Pulaski ligt op ongeveer 207 m boven zeeniveau.

## Ku Klux Klan
De Ku Klux Klan is in dit dorp gesticht. Het begon als grap van 6 soldaten van de Confederatie.

## Plaatsen in de nabije omgeving
De onderstaande figuur toont nabijgelegen plaatsen in een straal van 28 km rond Pulaski.